# سوزان كورشود
سوزان كورشود (بالفرنسية: Suzanne Curchod)‏ (02 حزيران 1737-6 مايو 1794) كانت أديبة صالون وكاتبة فرنسية سويسرية. استضافت واحدة من أشهر صالونات نظام الحكم الأرستقراطي. وتولت تطوير مستشفى جمعية هوسبيس دو شاريتيه، وهو مستشفى صغير في باريس لا يزال موجودًا حتى اليوم يطلق عليه اسم مستشفى نيكر لعلاج أمراض الأطفال. كانت زوجة وزير المالية الفرنسي جاك نيكر، وغالبا ما يشار إليها في الوثائق التاريخية باسم السيدة نيكر.

## حياتها المبكرة وتعليمها
ولدت في مايو سنة 1737، كانت كورشود ابنة لويس أنطوان كورشود، قسيس بروتستانتي في قرية كراسيي السويسرية بالقرب من لوزان، وماغدلين دي ألبيرت دو ناس. كانت من أسرة متواضعة، إلا أنها تلقت تعليما جيداً (من قبل والدها إلى حد كبير)، وأصبحت تتقن اللغة اللاتينية وتبرع في الرياضيات والعلوم. كان صالونها الأول عبارة عن مجموعة أدبية تدعى أكاديمي دي زو (Académie des Eaux)، تضم مجموعة من الطلاب الذين يتخذون من لوزان مقرا لهم، تترأسهم كورشود.

في عام 1757 ، التقت كورشود مع المؤرخ إدوارد جيبون حيث وقع في حبها، وكتب فيما بعد ذكرى لخطوبتهما قائلا أنه «وجدها تتعلم دون تكلف، وتتحدث بحيوية، ذات مشاعر نقية، وتصرفات أنيقة.» كان يريد أن يتزوجها، ولكن طلبه قوبل بالرفض من طرف الوالد لكلا الطرفين، فأحبط تردد جيبون نفسه، ورفض سوزان مغادرة سويسرا نحو إنجلترا مخططاتهم. ألغى جيبون خطوبتهما في عام 1762 ، وحدث ذلك في الفترة الممتدة بين وفاة والداي كورشود أي ما بين 1760 و 1763. 
، أصبحت كورشود ووالدتها فقيرتين جدا بعد فقدان الدخل بسبب وفاة والدها، ولكنها تغلبت على هذه الحالة من خلال تقديمها للدروس. وبعد وفاة والدتها، أصبحت رفيقة لأرملة فرنسية شابة تدعى مدام دي فيرمينو، التي أخذتها إلى باريس حوالي سنة 1763 أو 1764.و في ذلك الوقت، ارتبطت مدام دي فيرمينو بالخبير المالي جاك نيكر إلا أنها لم تكن متأكدة ما إذا كانت تريد أن تعيد الزواج على الإطلاق.

في غضون بضعة أشهر، تحول اهتمام نيكر إلى كورشود، وعقد قرانهما سنة 1764. ورزقا بابنة واحدة سميت آن لويز جيرماين، الكاتبة والفيلسوفة المستقبلية والمعروفة الآن باسم مدام دي ستايل.

## الحياة في باريس

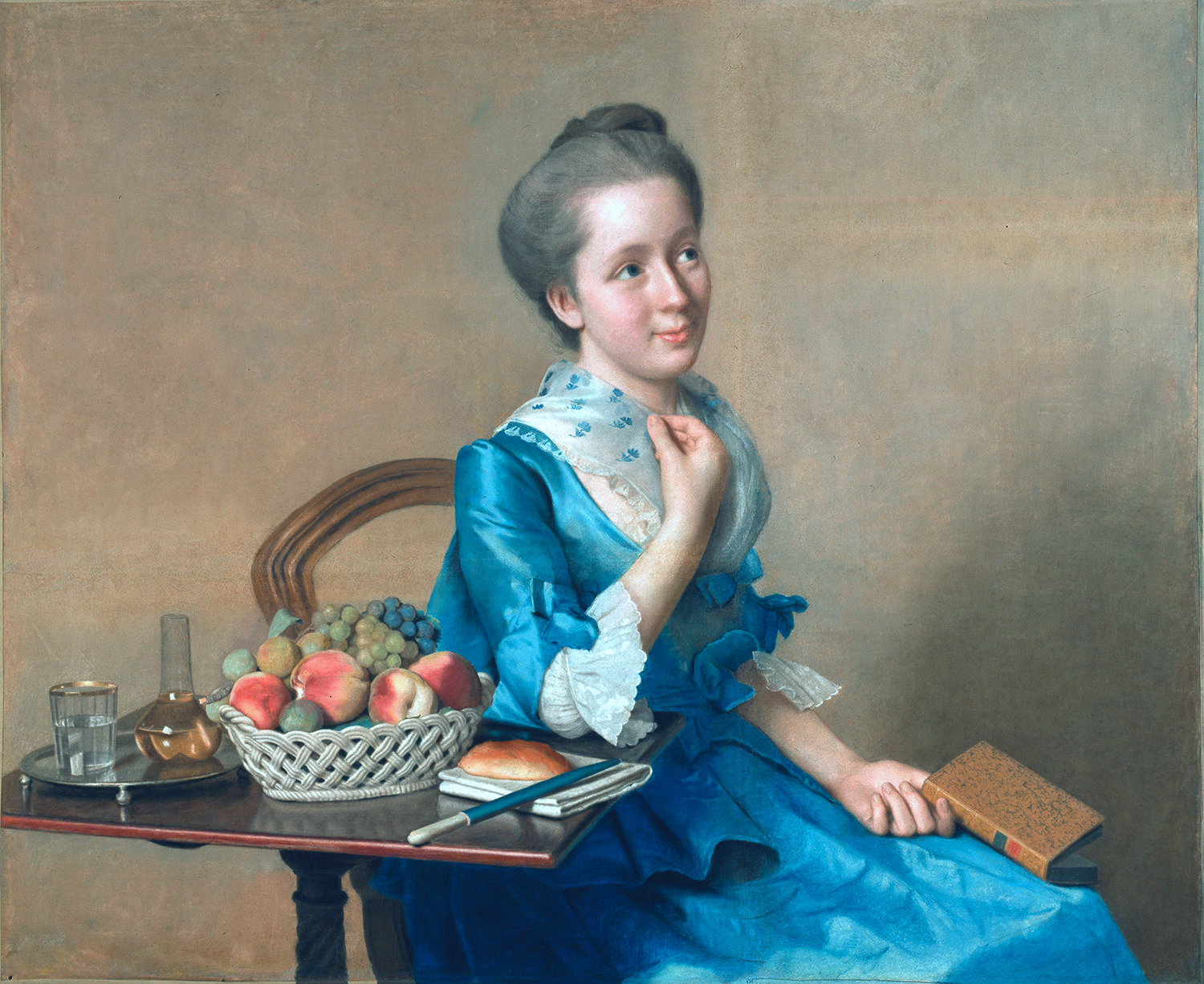
صورة مدام نيكر (سوزان كورشود) بريشة الفنان جان إيتيان ليوتارد

في عام 1776، أصبح زوج مدام نيكر مديرًا عامًا للشؤون المالية، رئيسًا لوزارة المالية الفرنسية في عهد الملك لويس السادس عشر. وهو المنصب الذي اكتسبه على الرغم من عيبه المزدوج: دينه البروتستانتي وأصله السويسري. كان يدين بالكثير من نجاحه لصالون زوجته، الذي يجتمع فيه نجوم المجتمع الباريسي لمناقشة الفن والأدب والسياسة. وكان من بين الزوار المنتظمين جان فرانسوا مارمونت، وجان فرانسوا دي لا هاربي، وكونت دي بوفون، وبارون فون غريم، وغابرييل بونوت دي مابلي، وجاك هنري برناردين دي سان بيير، وأنطوان ليونارد توماس، ومجمعي بيانات إنسيكلوبيدي بما في ذلك دنيس ديدرو وجان لورن دالمبير. كانت صالونات مدام نيكر أيضاً مكانا للقاء للمغتربين السويسريين مثل ماري تيريز رودت جوفرين وماري آن دي فيشي تشامرون، ماركيز دو ديفاند. 
في إحدى حفلات العشاء في مطعم مدام نيكر، اقترحت مجموعة من الأدباء بدء اشتراك لدفع ثمن تمثال فولتيير للنحات جان باتيست بيغال. تم الانتهاء من تمثال فولتير سنة 1776 ، وهو الآن في متحف اللوفر. واصلت مدام نيكر مراسلات واسعة النطاق مع جريم، بوفون، توماس، مارمونتيل، وغيرهم من رجال العلم، خاصة عندما كانوا بعيدين عن باريس.
منع الالتزام بالوقت في إدارة الصالون، بالإضافة إلى كره زوج السيدة نيكر لتجمع السيدات المثقفات، من متابعتها اهتمامها بالكتابة إلى الحد الذي كانت ترغب فيه. ولم يبق من كتاباتها اليوم إلا الشيء القليل: مذكرات عن إنشاء مستشفيات (Mémoire sur l'Etablissement des hospices، 1786)، وبعض التأملات حول الطلاق (Réflexions sur le divorce، 1794). كما كرست وقتًا كبيرًا لضمان حصول ابنتهما جيرمين على أفضل تعليم ممكن.

## هوسبيس دو شاريتيه
لم يكن نظام المستشفيات الفرنسية خلال القرن الثامن عشر معياريا بشكل جيد. وكان يفتقر بشكل عام إلى الرعاية الجيدة للمرضى. ولم تكن ظروفه مرضية، بسبب الاكتظاظ خاصة. كما يتضخ من خلال مستشفى «أوتال دو ديو» بباريس. حيث وصفه الكاتب الموسوعي دنيس ديدرو بعد زيارة قام بها له قائلا:

| سوزان كورشود | كان الأكبر والأغرب والأغنى والأكثر ترويعا من كل المستشفيات ... تخيلوا كل الأنواع من المرضى ، يقبعون في بعض الأحيان ثلاثة أو أربعة أو خمسة أو ستة في سرير واحد. يعيشون بجانب الموتى والمحتضرين. والهواء ملوث بهذه الكتلة من الأجسام المريضة . ينقلون جراثيم الأوبئة المصابين بها من واحد إلى الآخر ، ومشهد المعاناة والعذاب في كل ناحية. | سوزان كورشود |

أدى هذا النوع من الظروف القاسية إلى مناقشة إصلاح المستشفيات بين المسؤولين الحكوميين. حيث دعوا إلى تحسين بيئة المستشفيات وتحديد مواقع إستراتيجية لها لتسهيل زيارة العائلات لأقاربها في المستشفيات. وبصفته وزيرًا للمالية، كان لجاك نيكر أثر بالغ في توجيه الإصلاحات المتفق عليها. 

كان مستشفى هوسبيس دي شاريتيه واحدا من أول المستشفيات المقترحة، وهو مستشفى صغير يقع في دير فارغ. وأوليت مسؤولية تطويره لمدام نيكر، حيث حولته إلى مرفق يسع 120 مريضًا. وقد جندت فيه العشرات من راهبات الأعمال الخيرية، وهن النساء اللاتي يدرن عادة المهام اليومية ويملن إلى رعاية المرضى في المستشفيات الفرنسية.

بدأ المستشفى الجديد باستقبال المرضى سنة 1778 ، وكان يخدم مناطق سانت سولبيس ودو جرو كايو في باريس، كما كان يرحب بالفقراء على وجه الخصوص. كان على المرضى أن يكونوا مقيمين في المنطقة، وأن يثبتوا أنهم كاثوليكيين، وعادة ما يكون ذلك من خلال تقديم شهادة معمودية واعتراف. 

تهدف مدام نيكر إلى تحسين رعاية المرضى مع الحفاظ على الكفاءة المالية للمؤسسة، كما هو مفصل في مقدمة التقرير السنوي الأول للمستشفى منذ سنة 1780. ولخصت أهدافها لمشروع هوسبيس دو شاريتيه كما يلي:

لكي نظهر القدرة على تمريض المرضى، يجب على كل واحد أن يكون في سرير وحده، محاطا بالرعاية التي تقتضيها الإنسانية، دون تجاوز سعر ثابت.

```
أقر زوار المستشفى بتفاني السيدة نيكر وموظفيها في دعمهم لمعايير الرعاية الجيدة بإمكانية محدودة.وقد صرح 
جون هوارد
، أحد البريطانيين المهتمين بإصلاح المستشفى في زيارة له سنة 
1786
 ، بأن المستشفى «مثال نبيل للجمعيات الخيرية الخاصة». تنقل التقارير المفصلة الصادرة عن المستشفى كل سنة، التزام السيدة نيكر بالمشروع. فلم تُكتب تقارير عن إحصائيات المرض والمرضى فحسب، بل النفقات الأقل وضوحًا أيضا، مثل تكلفة وكميات الطعام والنبيذ المستهلك داخل المستشفى.
```

كانت السيدة نيكر تشدد على النظافة، وعلى تخصيص أهمية كبيرة للتهوية الجيدة. فبالرغم من أن معدلات الوفيات المبكرة في هوسبيس دو شاريتيه كانت لا تزال عالية، إلا أنها كانت أفضل نوعًا ما من المستشفيات الأخرى.ففي سنة 1780 ، سُجلت معدلات الوفيات بنسبة 17.4 ٪، وارتفعت في السنة الموالية إلى 21 ٪.و بالمقارنة، كان معدل الوفيات في مستشفى أوتال-ديو المكتظ 25٪ تقريبًا.

على الرغم من أن بعض الانتقادات التي رأت بأن هوسبيس دو شاريتيه لم يكن ناجحا تمامًا في إظهار مزايا المستشفيات الصغيرة، إلا أنها أثبتت أنه نموذج مؤثر. فمع الاعتناء بعدد أقل من المرضى ووجود بيئة نظيفة، تمكن الأطباء من دراسة المرضى بشكل أدق وتقديم الرعاية الأفضل لهم. كان مستشفى مدام نيكر نموذجا يُحتذى به في تطوير المستشفيات المماثلة الأخرى. كمستشفى مونبلييه الصغير المكون من ستة أسِرة والمخصص للبروتستانتيين حيث تم تسميته باسمها فيما بعد.

تنازلت السيدة نيكر عن سلطتها على هوسبيس دوشاريتيه سنة 1788. وفي عام 1792، تم تغيير اسم المستشفى إلى هوسبيس دو لواست أو مستشفى الغرب. ويعرف اليوم باسم مستشفى نيكر-أونفون مالاد.

## المشاكل الصحية
عانت السيدة نيكر من عدد كبير من الأمراض طوال حياتها، وسجلت معظمها من خلال رسائلها إلى الأصدقاء. ففي الطفولة، يقال إنها تعافت ببطء من الأمراض، حتى أنها عانت بعد حادثة من الصمم لمدة سنة. وعندما أصبحت بالغة، عانت من نوبات لا نهاية لها من السعال والبرد والحمى، وكذلك حالات وصفت بشكل غامض ومن المفترض أنها كانت أمراضا نفسية. ومن المعتقد أن المعاناة الجسدية والعاطفية الكبيرة للسيدة نيكر، بالإضافة إلى المعاناة التي شهدتها في طفولتها بصفتهابنة كاهن القرية، ساهمت في شغفها في تحسين الرعاية الصحية الباريسية.

## السنوات الأخيرة
فقد جاك نيكر سلطته سنة 1789 ، حيث تم فصله من الوزارة. وفي السنة الموالية، غادرت عائلة نيكر باريس عائدة إلى سويسرا. توفيت السيدة نيكر في قصر بوليو بمدينة لوزان سنة 1794.

## روابط خارجية
- سوزان كورشود على موقع الموسوعة البريطانية (الإنجليزية)